# Saint-Julien-de-Toursac

Saint-Julien-de-Toursac este o comună în departamentul Cantal, Franța. În 1 ianuarie 2022 avea o populație de 102 de locuitori.